# Regierungsviertel (St. Pölten)
Als Regierungsviertel (auch Landhausviertel) wird der Bereich der neu erbauten Landesverwaltung in St. Pölten bezeichnet.

## Geographie
Das  Regierungsviertel befindet sich östlich der Altstadt, direkt an der Traisen gelegen. Es erstreckt sich zwischen Fluss im Osten, Wiener Straße (mit Wienerbrücke, B1), Rennbahnstraße (B1), Siegfried Ludwig-Platz und Niederösterreich-Ring (B1a, mit Julius-Raab-Brücke). Über die Traisen hat es noch eine eigene Brücke dazwischen, den Landhaussteg.
|                     | Traisenausiedlung                           |                                  |
| St. Pölten-Altstadt | Kompassrose, die auf Nachbargemeinden zeigt | Rainersiedlung (Stt. Oberwagram) |
|                     | Schießstätte                                |                                  |

## Geschichte
St. Pölten wurde 1986 niederösterreichische Landeshauptstadt. Daher sollte auch die Landesregierung mit dem Amt der NÖ Landesregierung aus der Wiener Herrengasse hierher übersiedeln. Aus einem internationalen Architektenwettbewerb ging der österreichische Architekt Ernst Hoffmann als Sieger hervor. 1992 erfolgte der Spatenstich unter Landeshauptmann Siegfried Ludwig.
Im unbebauten Gebiet des Traisenufers der Stadt entstand in fünf Jahren der gesamte Komplex, der die Landesregierung beherbergt. 1997 war der Bau soweit fertig, dass die gesamte Verwaltung übersiedeln konnte.
Am Ufer der Traisen steht das Landtagsgebäude, das entsprechend seiner Form als das Schiff bezeichnet wird. Dahinter erhebt sich der 80 m hohe Klangturm. Direkt angeschlossen an den Bereich ist der Kulturbezirk St. Pölten, in dem das Festspielhaus St. Pölten, eine Ausstellungshalle von Hans Hollein, sowie das Landesmuseum untergebracht sind.

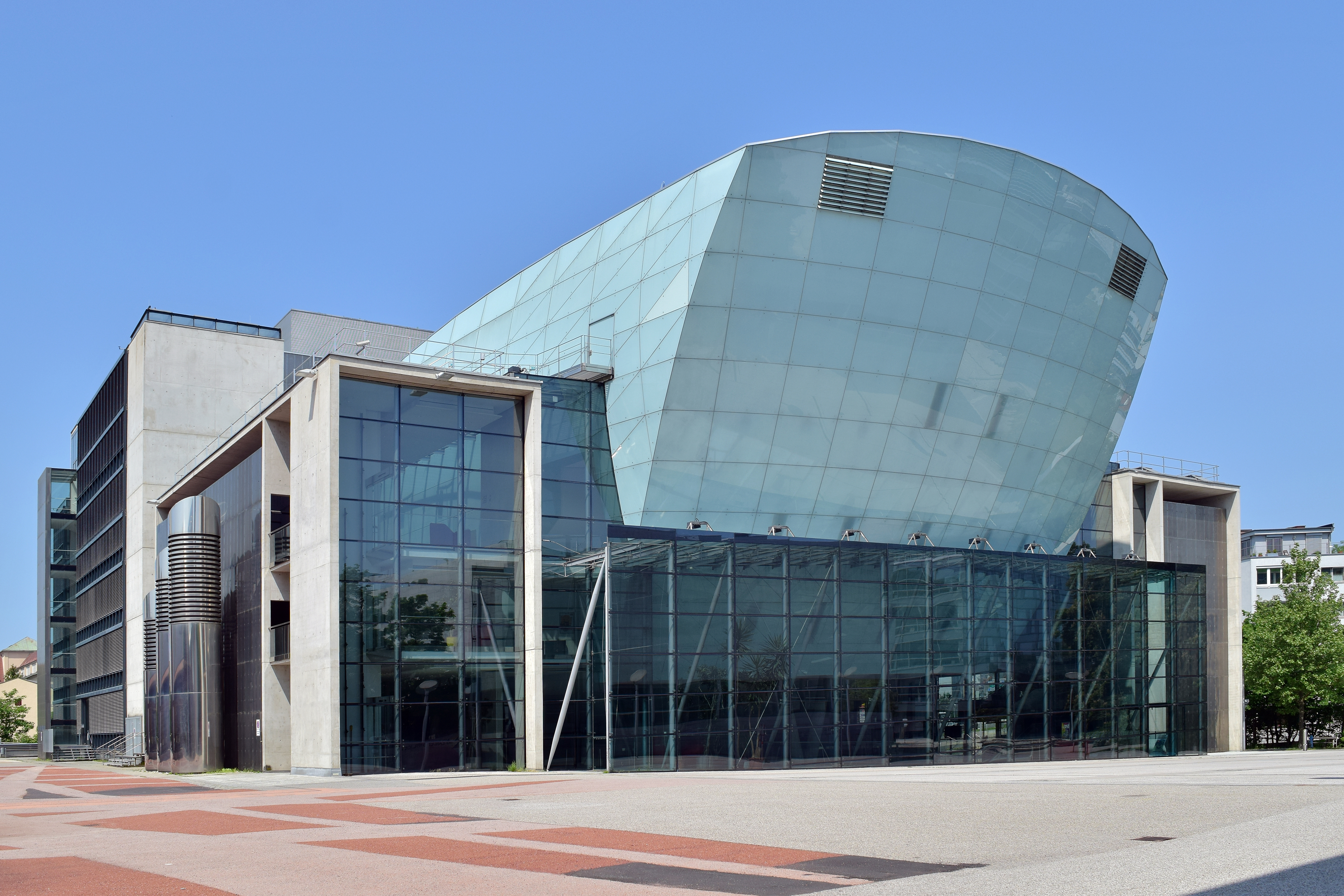
Festspielhaus
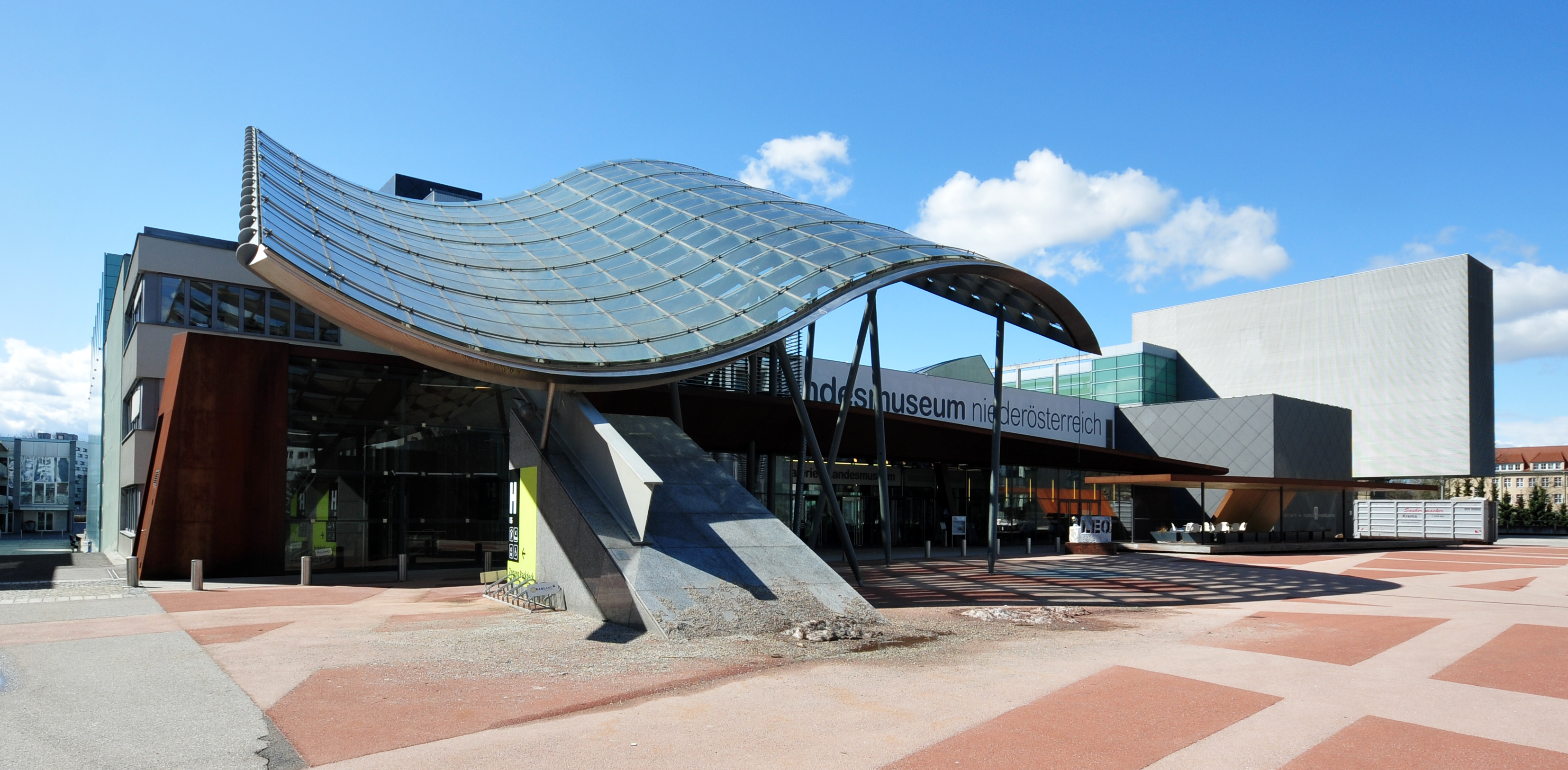
Landesmuseum Niederösterreich
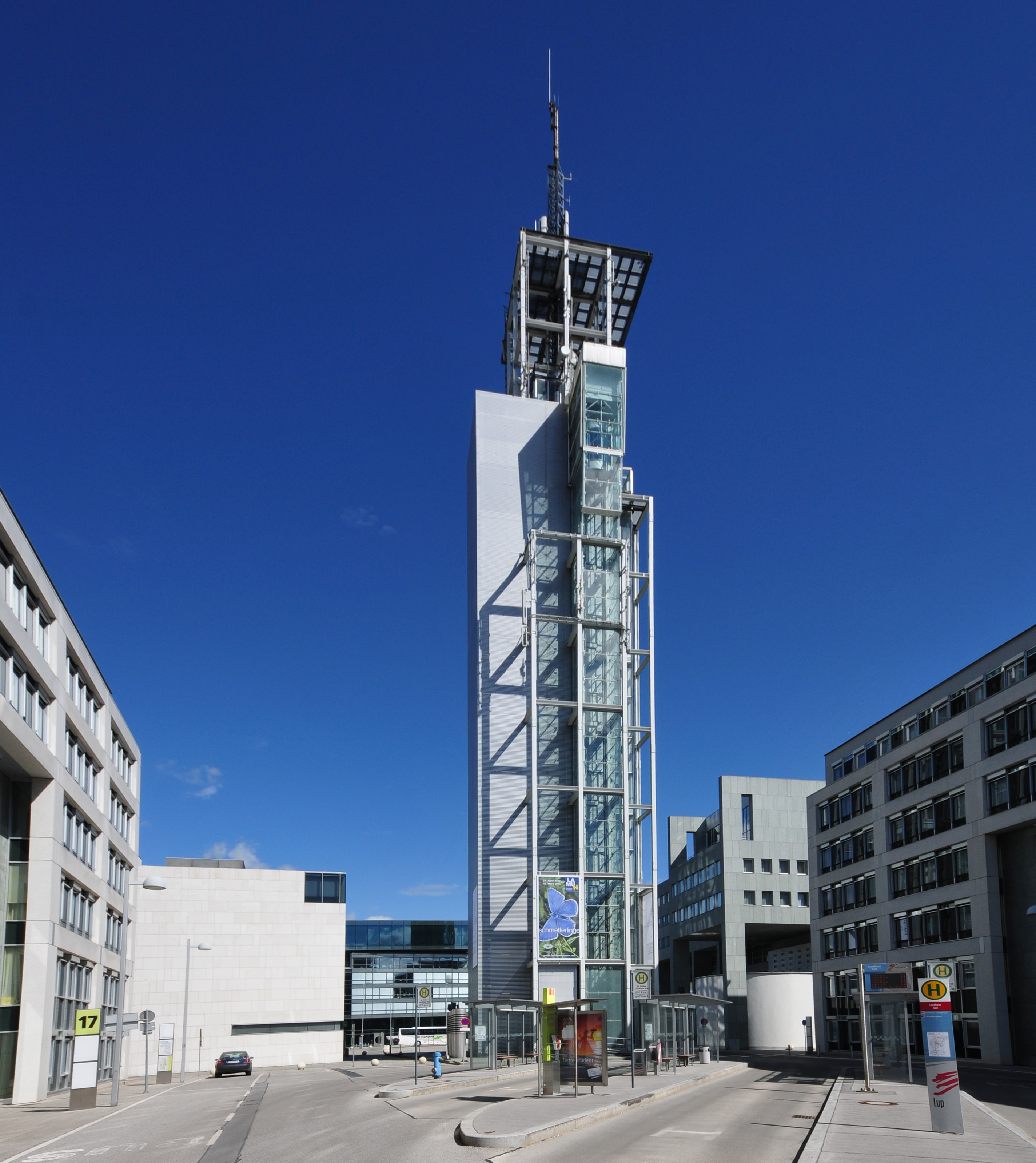
Klangturm
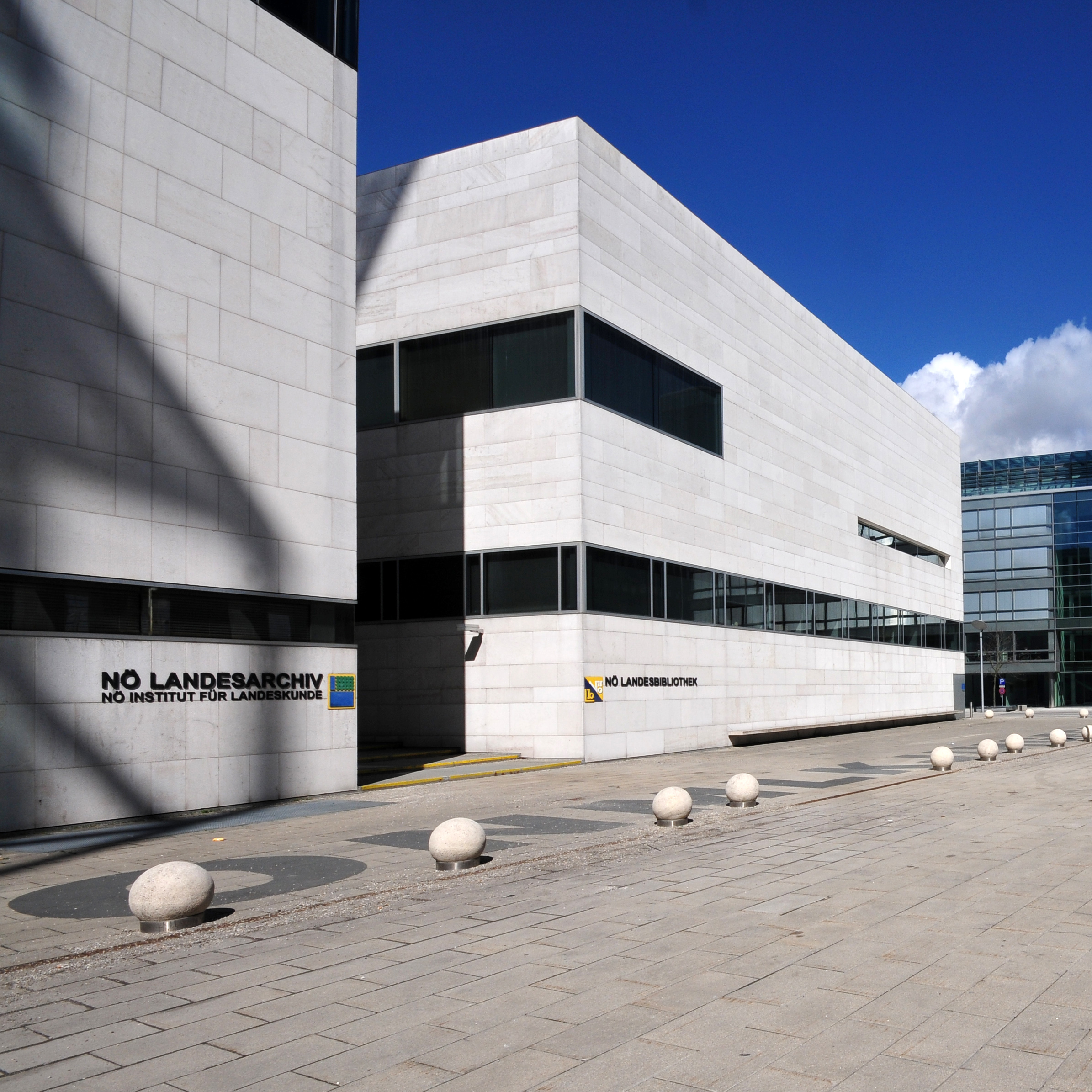
Landesarchiv und Landesbibliothek
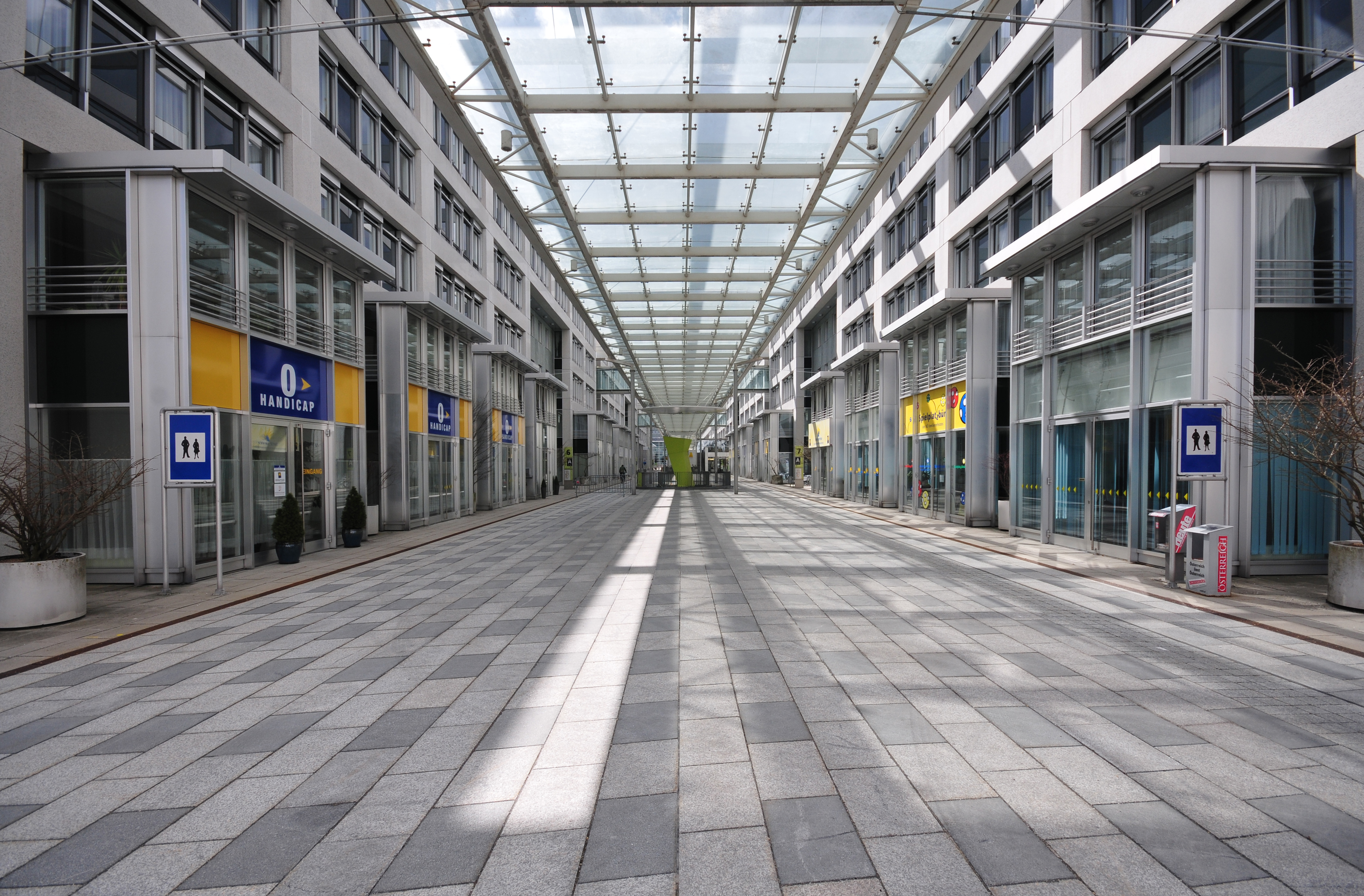